# Gemünden (Wohra)
Gemünden (Wohra) – miasto w Niemczech, w kraju związkowym Hesja, w rejencji Kassel, w powiecie Waldeck-Frankenberg, nad rzeką Wohra.